# Paul Van der Vin
Paul Van der Vin (Gent, 10 december 1823 – Brussel, ca. 1887) was een Belgisch kunstschilder.

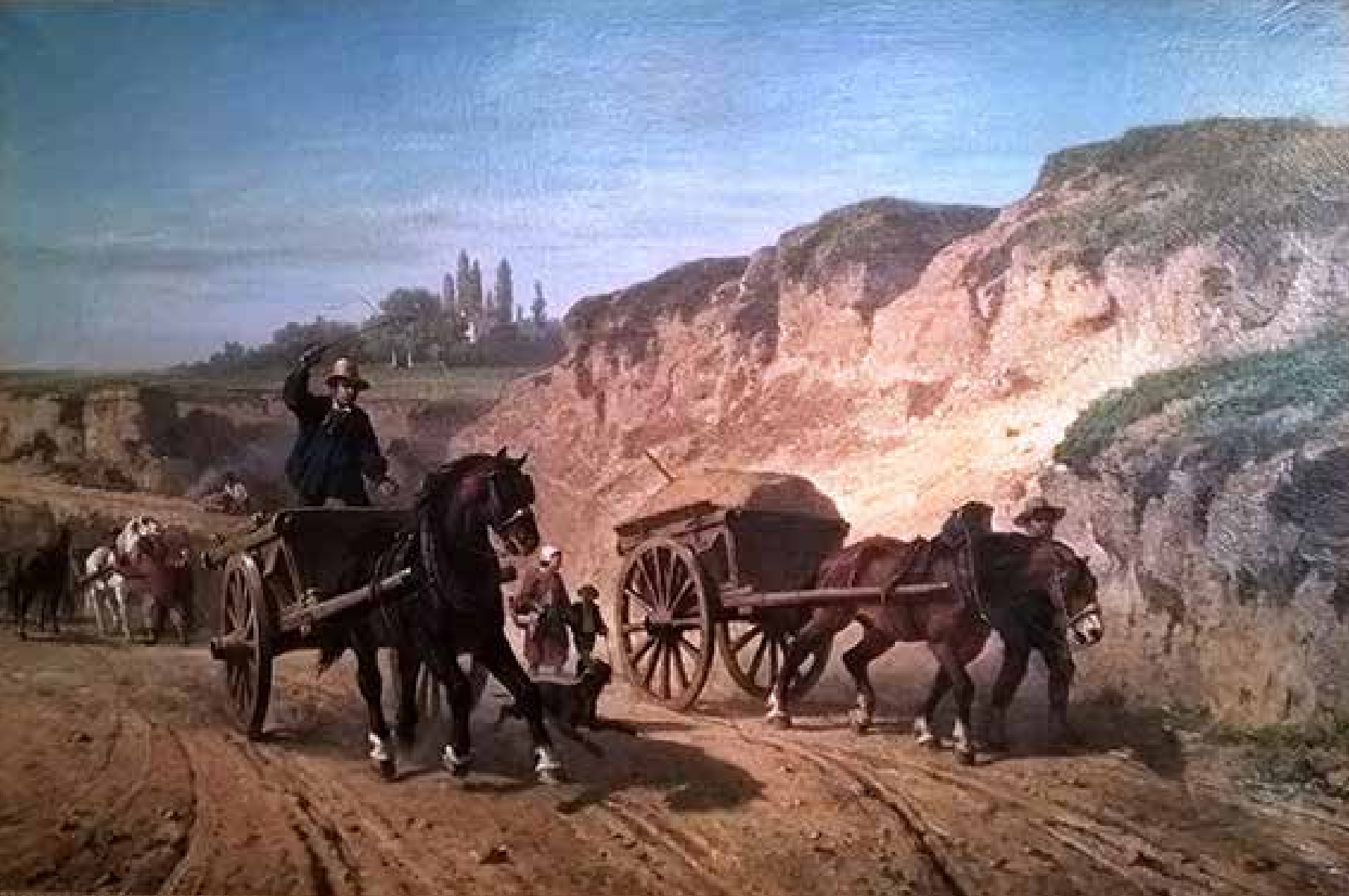
De werken aan de Louizalaan, 1863

Hij was de zoon van Henri Van der Vin (1790-1871) een schilder van genretaferelen en veestukken.
Hij was leerling aan de Koninklijke Academie voor Schone Kunsten van Antwerpen (bij Eugène De Block). Hij ging in Brussel wonen. Ca. 1881 was zijn adres Godecharlestraat 18.
Van der Vin schilderde hoofdzakelijk romantisch-realistische landelijke taferelen met één of meerdere paarden in de hoofdrol. Zijn kunst is in die zin erg verwant aan die van Jozef Moerenhout en Wouterus Verschuur.

## Tentoonstellingen
- 1881, Salon 1881, Brussel : “Wachtend op de veerpont aan de Maas”, “Strand van Oostende”

## Musea
- Kortrijk, Stedelijke Musea : “Landbouwer met een schimmel voor de hoevepoort” (1859)
- Gent, Museum voor Schone Kunsten